# Darly Zoqbi de Paula

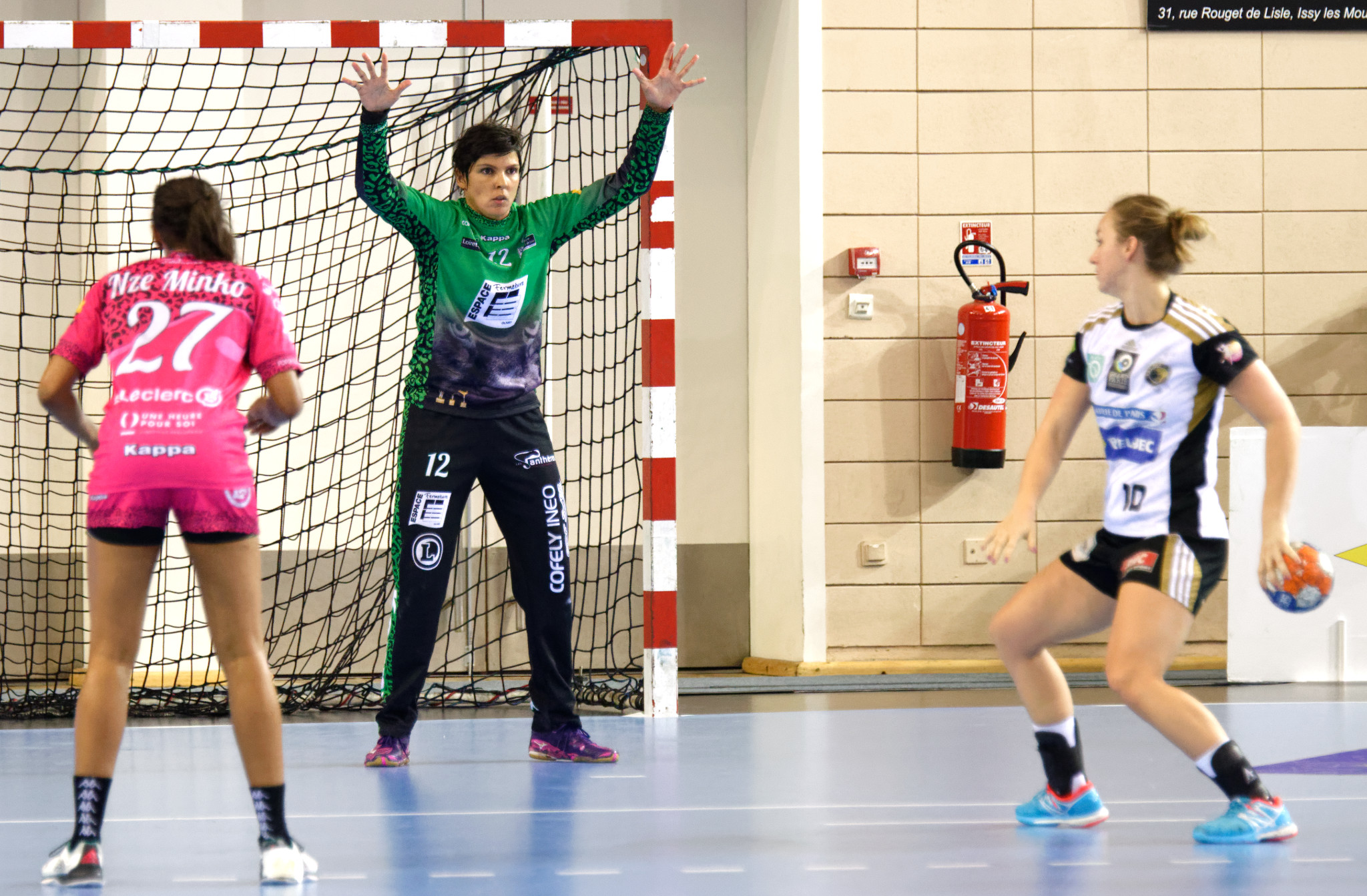
Rencontre de championnat entre Issy Paris Hand et fleury. À Issy-les-Moulineaux, le 22 avril 2016

Darly Zoqbi de Paula, née le 25 août 1982 à Ponte Nova, est une handballeuse brésilienne naturalisée espagnole évoluant au poste de gardienne de but dans le club français du Brest Bretagne Handball depuis mars 2023.

## Biographie
Avec l'équipe junior du Brésil, elle participe au championnat du monde en 2001 où elle est élue meilleure gardienne de la compétition.
Ses belles performances, tant avec la sélection qu'en championnat du Brésil, lui valent d'attirer l'attention des clubs européens. Elle rejoint Murcie en 2002, avant de signer pour Bera Bera une année plus tard.
Aux Jeux olympiques d'Athènes, elle se révèle en sélection, avec notamment un grand match en quart de finale contre la Corée du Sud, future finaliste. Le Brésil obtient à cette occasion son meilleur résultat historique aux Jeux olympiques avec une septième place.
De 2006, à 2010, elle évolue au Havre AC, avec lequel elle remporte la coupe de France 2007.
Avec le Brésil, elle participe en 2008 aux Jeux olympiques de Pékin, pour une neuvième place.
En 2010, elle demande à quitter Le Havre à la fin de la saison. Elle rejoint à la suite le club espagnol de BM Mar Sagunto avant de retourner à Bera Bera au bout d'une saison.
Après un doublé coupe-championnat en Espagne avec Bera Bera, Darly Zoqbi de Paula signe à l'été 2013 avec Fleury Loiret où elle remplace la portugaise Daniela Pereira,. Elle y partage les buts avec Marion Callavé. Dès sa première saison, l'équipe remporte la coupe de France 2014 en battant Issy Paris Hand en finale (20-18). Darly Zoqbi de Paula réalise un très bon match (17 arrêts) et participe grandement à la victoire de Fleury.
En 2015, après sa naturalisation espagnole, elle est appelée pour la première fois en équipe d'Espagne par le sélectionneur Jorge Dueñas,.
Après trois saisons au Monténégro au Budućnost Podgorica, elle rejoint le club roumain du CS Gloria Bistrița.
En mars 2023, elle signe au Brest Bretagne Handball pour pallier l'absence de Cléopâtre Darleux, victime d'une commotion cérébrale.

## Résultats

### En club
Compétitions internationales
- finaliste de la coupe d'Europe des vainqueurs de coupe en 2015 (avec Fleury Loiret)

Compétitions nationales
- vainqueur du Championnat de France (1) : 2015 (avec Fleury Loiret)
- Coupe de France
  - vainqueur (2) : 2007 (avec Le Havre AC Handball) et 2014 (avec Fleury Loiret)
  - finaliste (1) : 2010 (avec Le Havre AC Handball)
- Coupe de la Ligue française
  - vainqueur (2) : 2015 et 2016 (avec Fleury Loiret)
  - finaliste (2) : 2009 (avec Le Havre AC Handball) et en 2014 (avec Fleury Loiret)
- vainqueur du Championnat d'Espagne (1) : 2013 (avec Balonmano Bera Bera)
- vainqueur de la coupe de la Reine (1) : 2013 (avec Balonmano Bera Bera)
- vainqueur du Championnat du Monténégro (3) : 2017, 2018 et 2019 (avec ŽRK Budućnost Podgorica)
- vainqueur de la coupe du Monténégro en 2017, 2018 et 2019 (avec ŽRK Budućnost Podgorica)

### Équipe nationale
Jeux olympiques
- 7e place aux Jeux olympiques de 2004 à Athènes (avec  Brésil)
- 9e place aux Jeux olympiques de 2008 à Pékin (avec  Brésil)
- 6e place aux Jeux olympiques de 2016 à Londres (avec  Espagne)

championnats du monde
- 14e place au Championnat du monde 2007 (avec  Brésil)
- 15e place au Championnat du monde 2009 (avec  Brésil)
- 12e place au Championnat du monde 2015 (avec  Espagne)
- finaliste au championnat du monde 2019 (avec  Espagne)

championnats d'Europe
- 11e place au Championnat d'Europe 2016 (avec  Espagne)